# 荆西站
荆西站位于福建省三明市三元区荆西街道，建于1956年。车站距鹰潭站371公里，距厦门站323公里，站内设有1条正线、2条到发线和1条货物线。车站由南昌局集团永安车务段管辖，为四等站，现不办理客运业务，货运办理整车、零担货物发到，设有通往东鑫物流和中央储备粮三明直属库的专用线。竹子为本站发送的主要货品之一。